# Parafia Narodzenia św. Jana Chrzciciela w Cieszynie
Parafia pw. Narodzenia św. Jana Chrzciciela – parafia rzymskokatolicka znajdująca się w Cieszynie, w dzielnicy Mnisztwo. Należy do dekanatu Cieszyn diecezji bielsko-żywieckiej. W 2005 w granicach parafii zamieszkiwało 2700 katolików.
W 1898 otworzono tu cmentarz, na terenie którego w 1900 poświęcono niewielki kościół. W granicach Cieszyna Mnisztwo znalazło się w 1973 i w tym samym roku, 3 maja, z obszarów parafii św. Magdaleny i bobreckiej parafii Imienia NMP wydzielono nową parafię pw. św. Jana Chrzciela w Mnisztwie. Dziesięć lat później rozpoczęto budowę nowego kościoła, konsekrowanego w 1992.

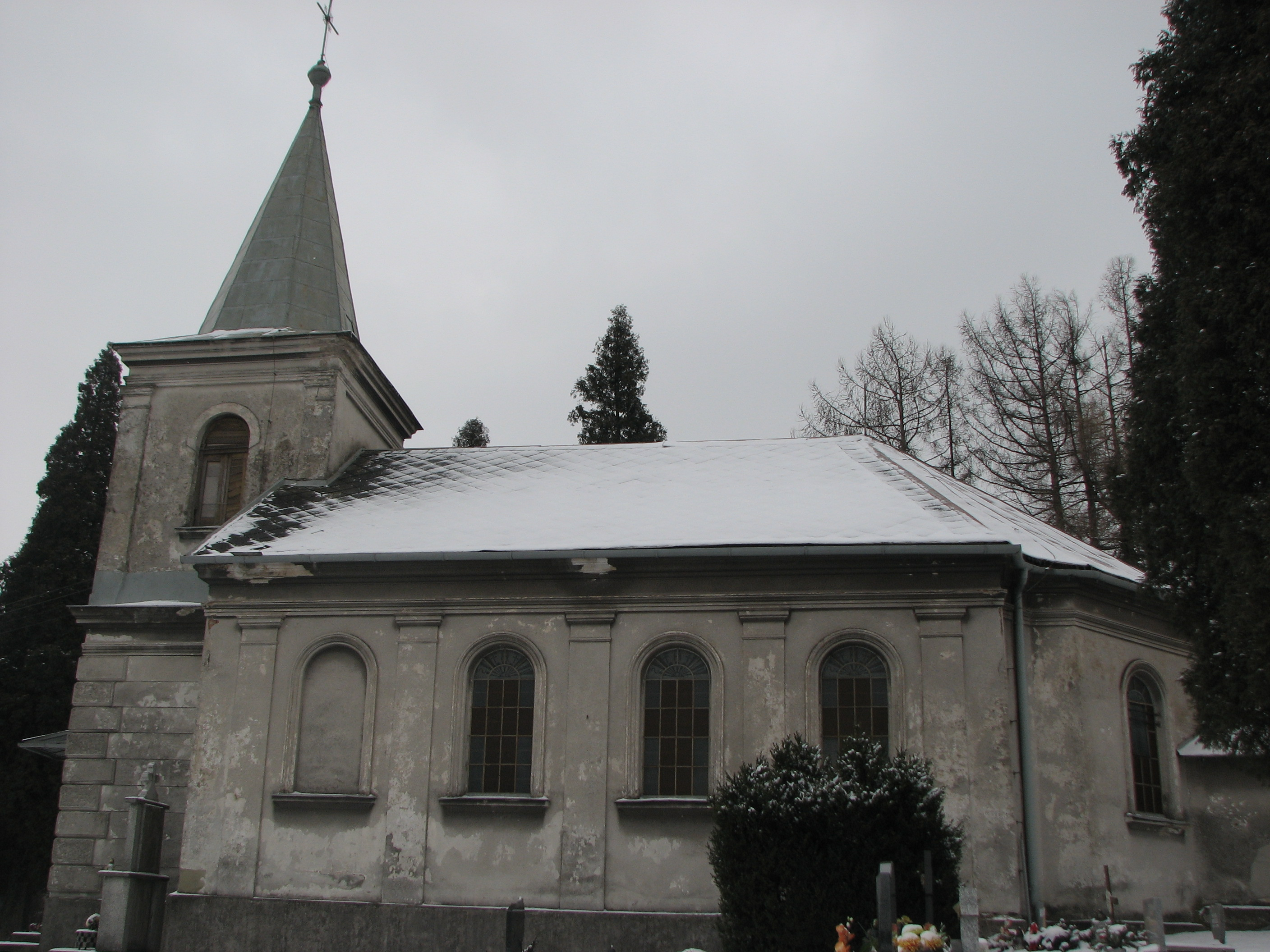
Stary kościół z 1900 r.